# 毛馬水門

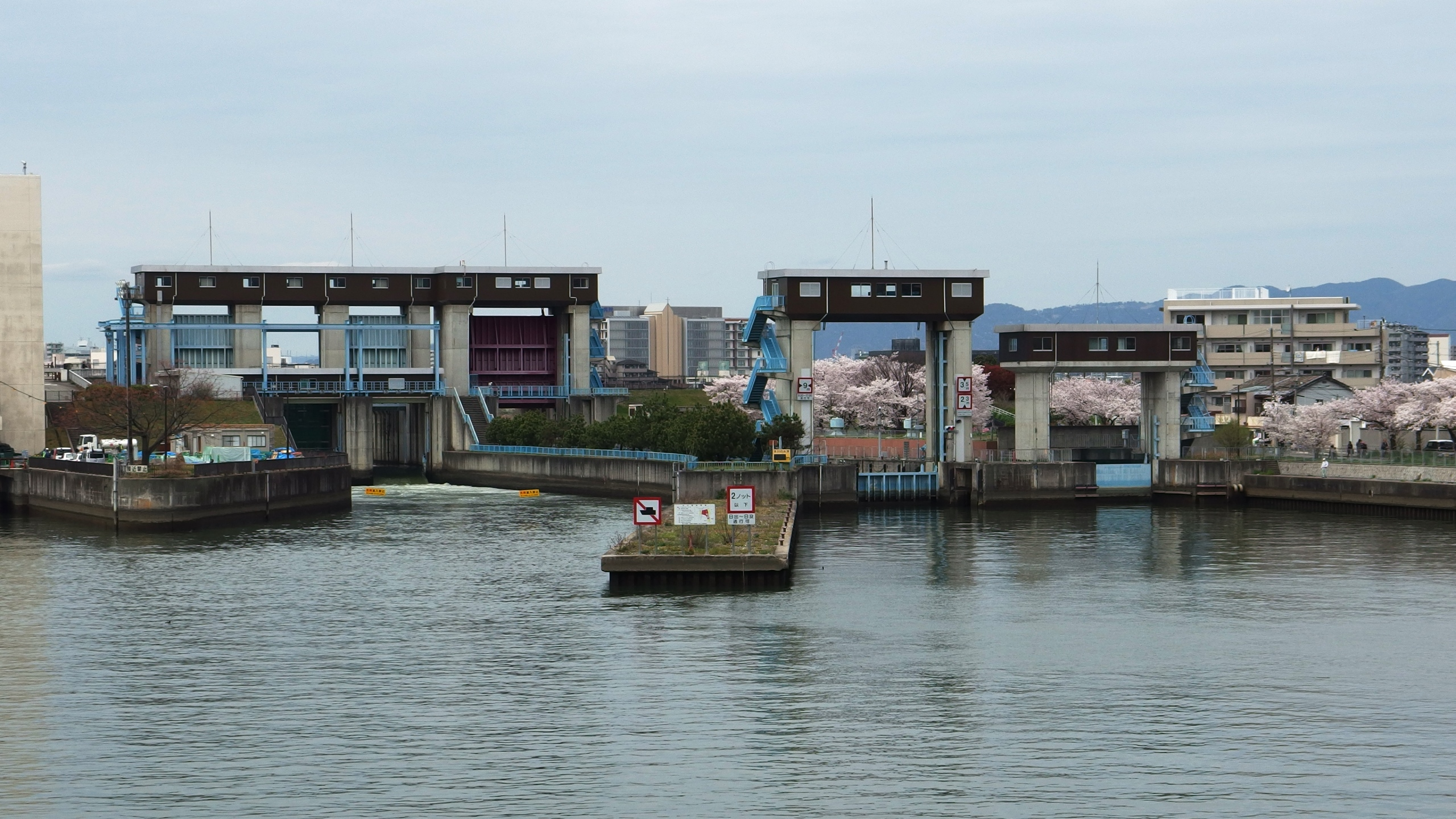
左から毛馬水門、毛馬閘門、予備閘門

毛馬水門（けますいもん）は、大阪府大阪市北区にある淀川と旧淀川（大川）を隔てる水門。
大川に流れる水量を調整する役目と同時に、淀川と大川の水位差により困難となる船舶の通過をスムーズにさせるための設備である閘門 および 大川の水を強制排水するための機能を備えている。
本頁では、国土交通省近畿地方整備局淀川河川事務所毛馬出張所 および 大阪府西大阪治水事務所 が管理している設備のうち、「毛馬閘門（）」「毛馬排水機場（）」を含む旧淀川側にある施設について解説する。

## 歴史
毛馬水門は、1896年（明治29年）に開始された新淀川の開削を含む淀川改修工事の際に計画され、1907年（明治40年）8月に最初の設備として、普段の川の水を流すための「毛馬洗堰」と船舶通過のために水位を調整するための「毛馬閘門」が完成した。現在の毛馬排水機場の西側に設置された。
その後に行われた大川の浚渫工事で、大川の水位は大幅に下がり、新淀川との水位差が広がり、閘門が対応できなくなったため、最初の閘門の下流に二つめの閘門が1918年（大正7年）に設置された。水位調節は第二閘門が行い、第一閘門は常時は解放して新淀川の水量増大時に閉鎖された。
1974年（昭和49年）に現在使用されている閘門が完成、第一閘門、第二閘門は1976年（昭和51年）まで併用され、その後第一閘門周辺は公園施設として整備された。第二閘門水路は現在は舟溜まりとして使用されている。
1983年（昭和58年）までに現在の淀川大堰・毛馬排水機場が完成した。

## 施設概要
毛馬排水機場は、洪水の際に大川の水量・水位が上昇したり、高潮の際に安治川や木津川など下流の水門が閉鎖された場合にポンプにより新淀川へと排水を行なうための設備である。1981年（昭和56年）に設置された。普段は閘門の横にある径間7メートル×三連の水門を調節して下流に流れる水量を調節し、異常時に水門を閉鎖し、場合によりその西にある排水設備で排水するようになっている。
毛馬閘門は毛馬水門の東にある。排水機場と閘門の間の北側延長上に淀川大堰がある。

## 旧第一閘門

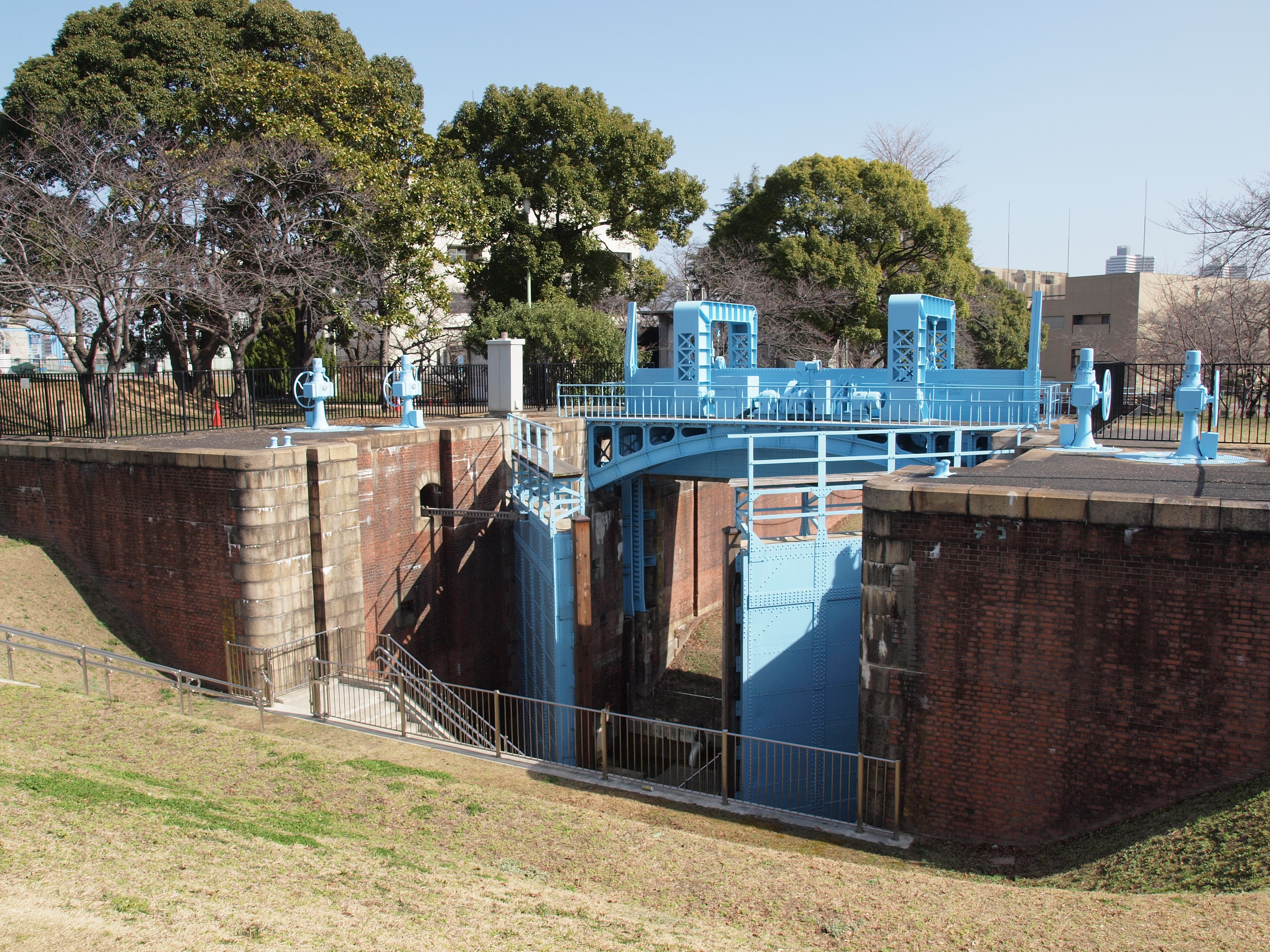
旧第一閘門上流側の制水扉

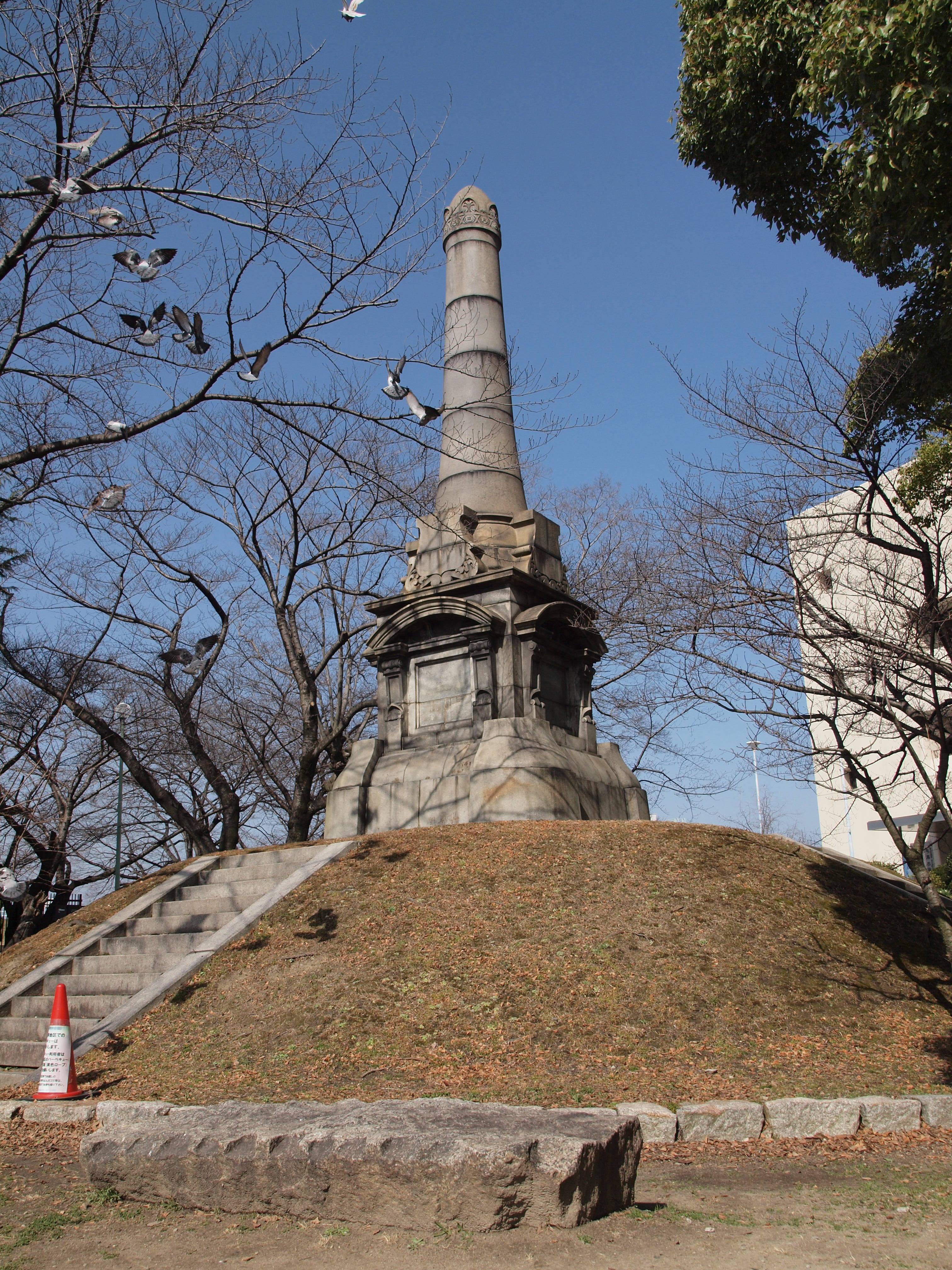
淀川改修紀功碑

第一閘門は、内務省土木監督署の技師沖野忠雄の指導による淀川治水計画の一環として設計施行されたもので、両岸がレンガ造りとなっており、水路前後に鉄製観音開きの制水扉が設置され、両岸からハンドルを回して開け閉めした。
現在は使われておらず、貴重な産業遺産として一部が淀川河川公園の一施設として整備保存されている。2008年（平成20年）6月に旧毛馬洗堰とともに国の重要文化財に指定された。
- 水路長さ：約80メートル
- 水路幅員：約10メートル
- 側壁高さ：約8メートル

### 旧第一閘門周辺
旧第一閘門東の一角に「淀川改修紀功碑」がある。明治43年（1910年）に淀川改修工事完了を記念して建てられた。その横に毛馬北向き地蔵の祠がある。その周囲に「毛馬の残念石」という大きな石が数個転がっており、江戸時代に大坂城を再建するときに伏見城から運ばれた石垣の石がその途中で運搬船から転落し、淀川改修工事の際に引き上げられたものとされる。
上流側の門のそばに新淀川開削や毛馬洗堰造築で活躍した沖野忠雄の像がある。さらに東に旧毛馬洗堰三門が保存されている。レンガと花崗岩で構築され、かつては総延長53m、十門のゲートがあった。
第一閘門西側にはかつて長柄運河が流れており、閘門下流側門そばに「眼鏡橋」が設置された。現在は運河は埋め立てられたが、眼鏡橋は修復のうえ保存されている。

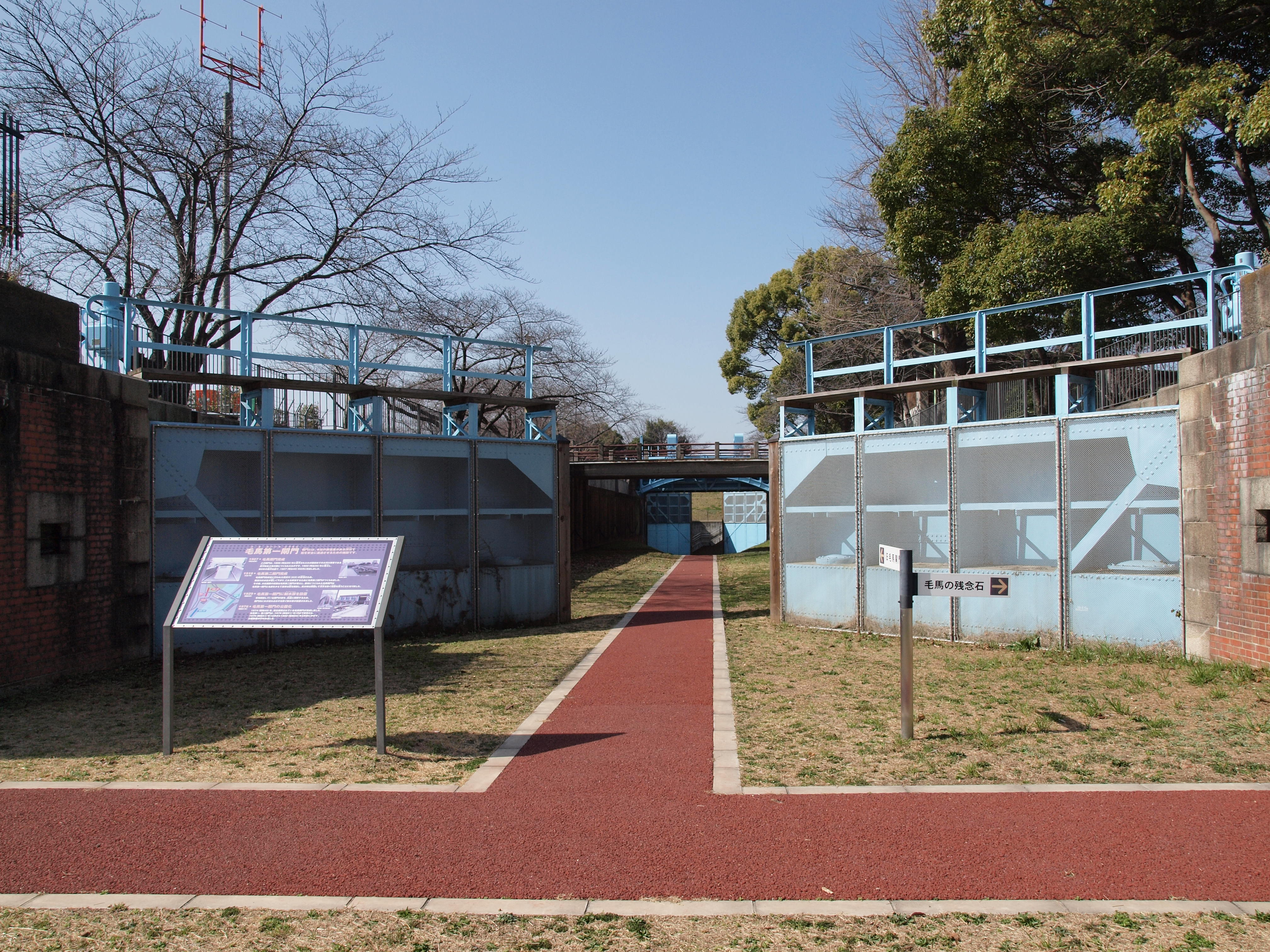
閘尾部（下流側）
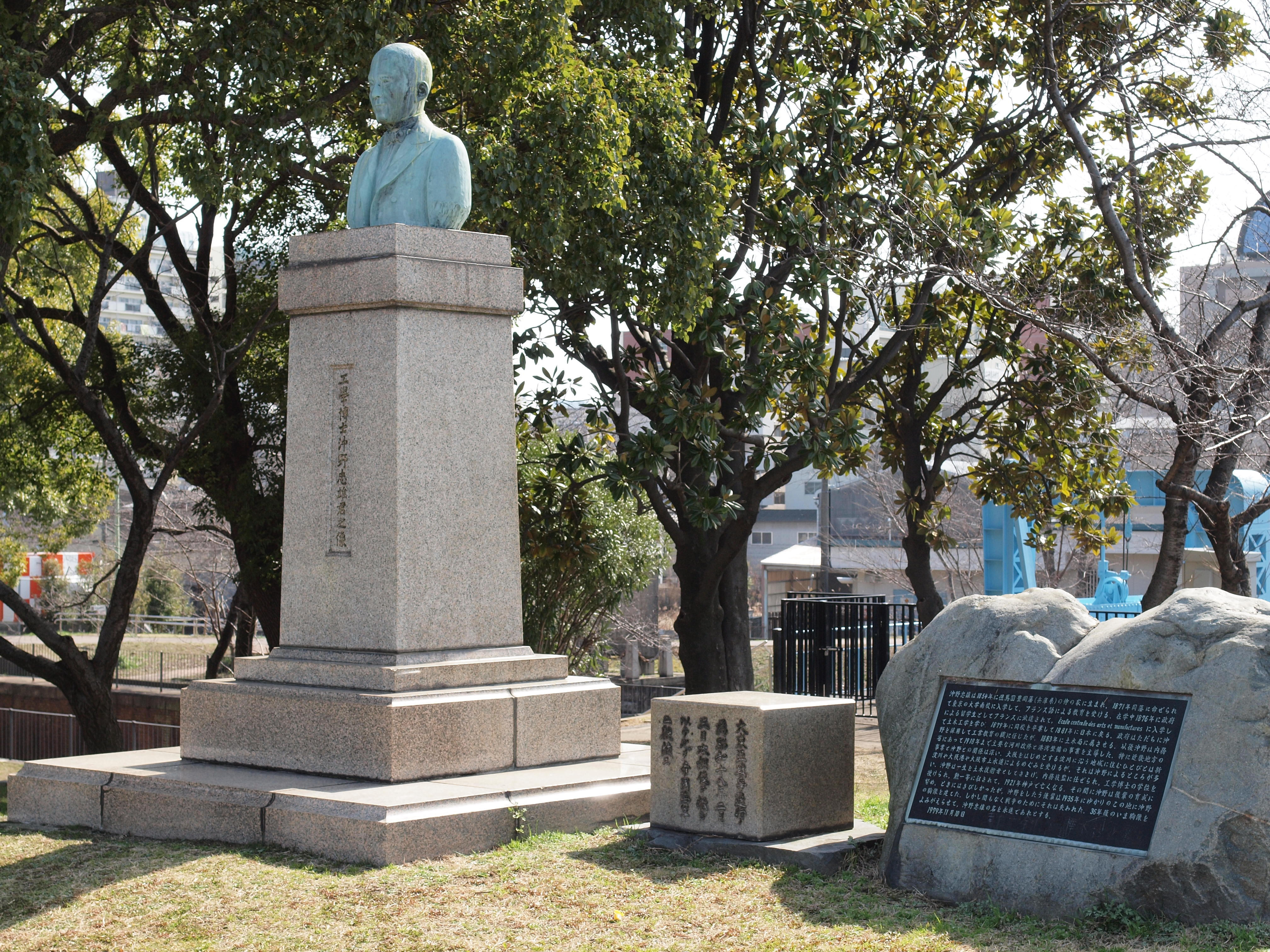
沖野忠雄像
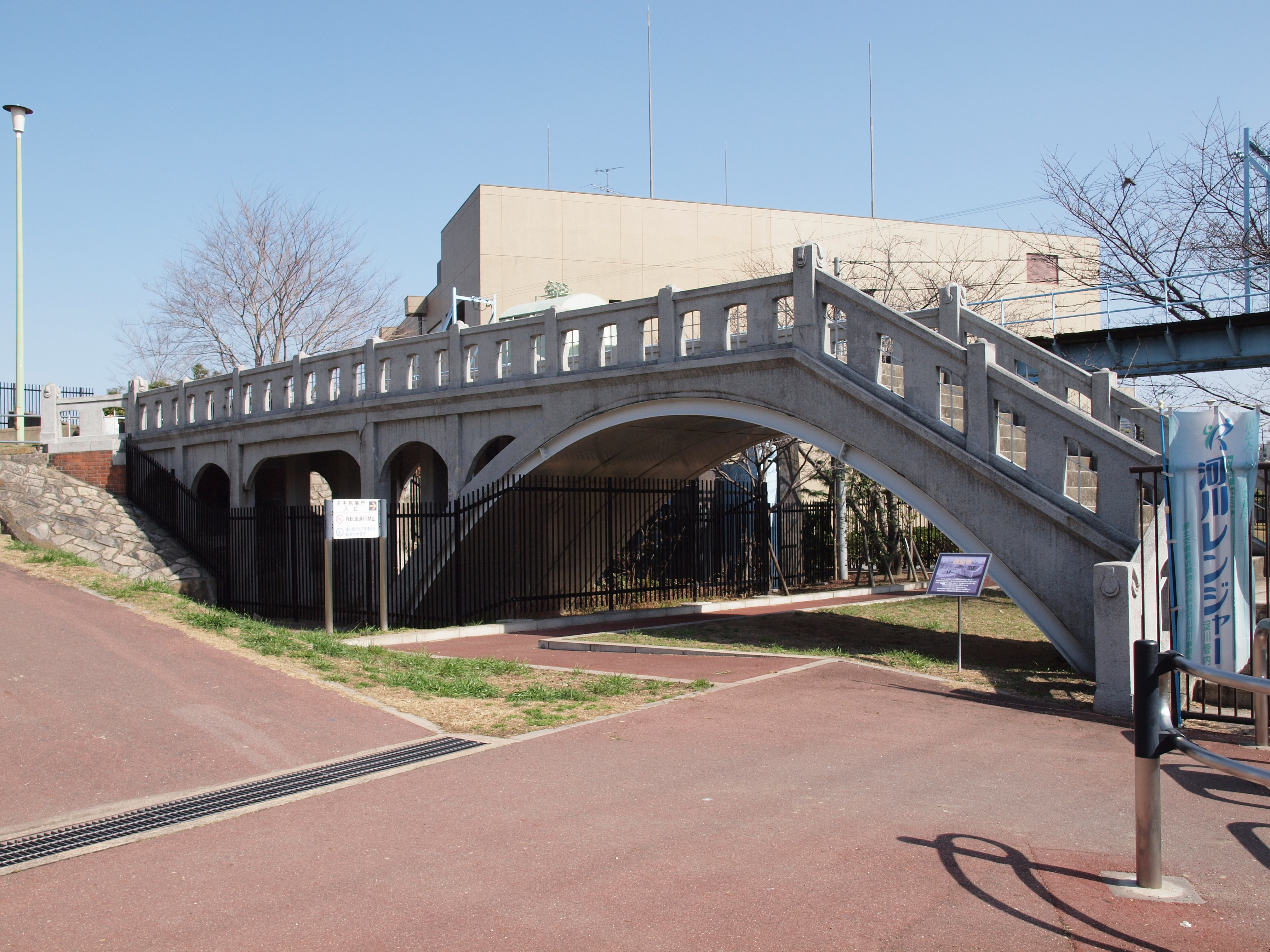
眼鏡橋

## 文化財指定等
2007年、「毛馬閘門・洗堰群」は土木学会選奨土木遺産に選ばれた。
2008年6月9日、「淀川旧分流施設」の名称で以下の建造物等が国の重要文化財に指定された。
- 毛馬洗堰
- 毛馬第一閘門（鉄製門扉、扉開閉装置、アーチ橋を含む）

以下は重要文化財の「附」（つけたり）指定
- 毛馬第二閘門
- 淀川改修紀功碑

## 所在地
- 〒531-0063 大阪市北区長柄東3-3-25
- 北緯34度43分15.91秒 東経135度31分00.76秒 / 北緯34.7210861度 東経135.5168778度座標: 北緯34度43分15.91秒 東経135度31分00.76秒 / 北緯34.7210861度 東経135.5168778度